# Восточный канал (Франция)
Восточный канал (фр. Canal de l'Est) — канал во Франции, соединяет реки Мёрт и Маас с рекой Сона. Начинается в коммуне Живе региона Шампань — Арденны, на протяжении 20 км совпадает с каналом Марна — Рейн, пересекает Гранд-Эст и оканчивается у Кор региона Франш-Конте. Канал проведён в 1874—1887 годах, общая длина — 439 км.

## История
Идея о соединении Соны и Мозеля восходит к галло-романской эпохе. Люциус Ветус в период правления Нерона предложил соорудить канал от Соны до Мозеля.
Реальные работы по прокладке канала начались во второй половине XIX века. После поражения Франции в войне 1870 года Эльзас и часть Лотарингии отошли к Германской империи. Это привело к изоляции Вогезов и их недоступности для водного транспорта. Работы по строительству канала шли быстрыми темпами с 1875 по 1887 годы. Для функционирования шлюзов была сооружена дамба через Авьер на территории коммуны Шомузе и образованию озера Бузе.
Существовал также другой проект канала Верхней Соны через Монбельяр, Роншам и Везуль до Соны. Однако, после победы в 1919 году в Первой мировой войне необходимость в таком канале отпала.

## Описание
Восточный канал состоит из двух участков:
- Северный участок, или канал Мёза[нем.], соединяет Мёз и Мозель.
- Южный участок, или канал Вогезов[нем.], соединяет Мозель и Сону.

### Канал Мёза

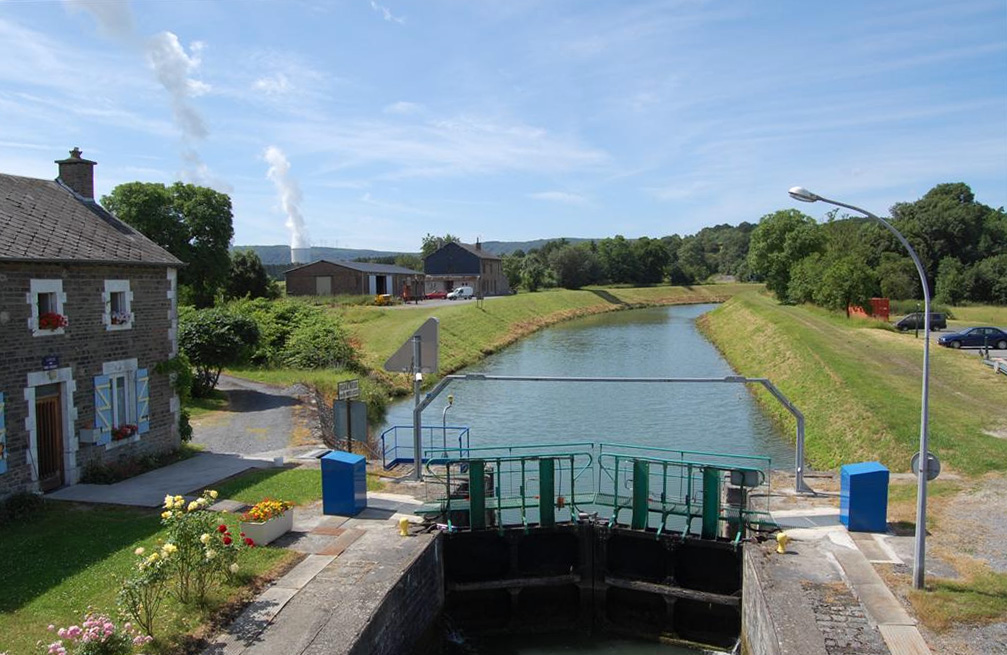
Начало канала у Живе.

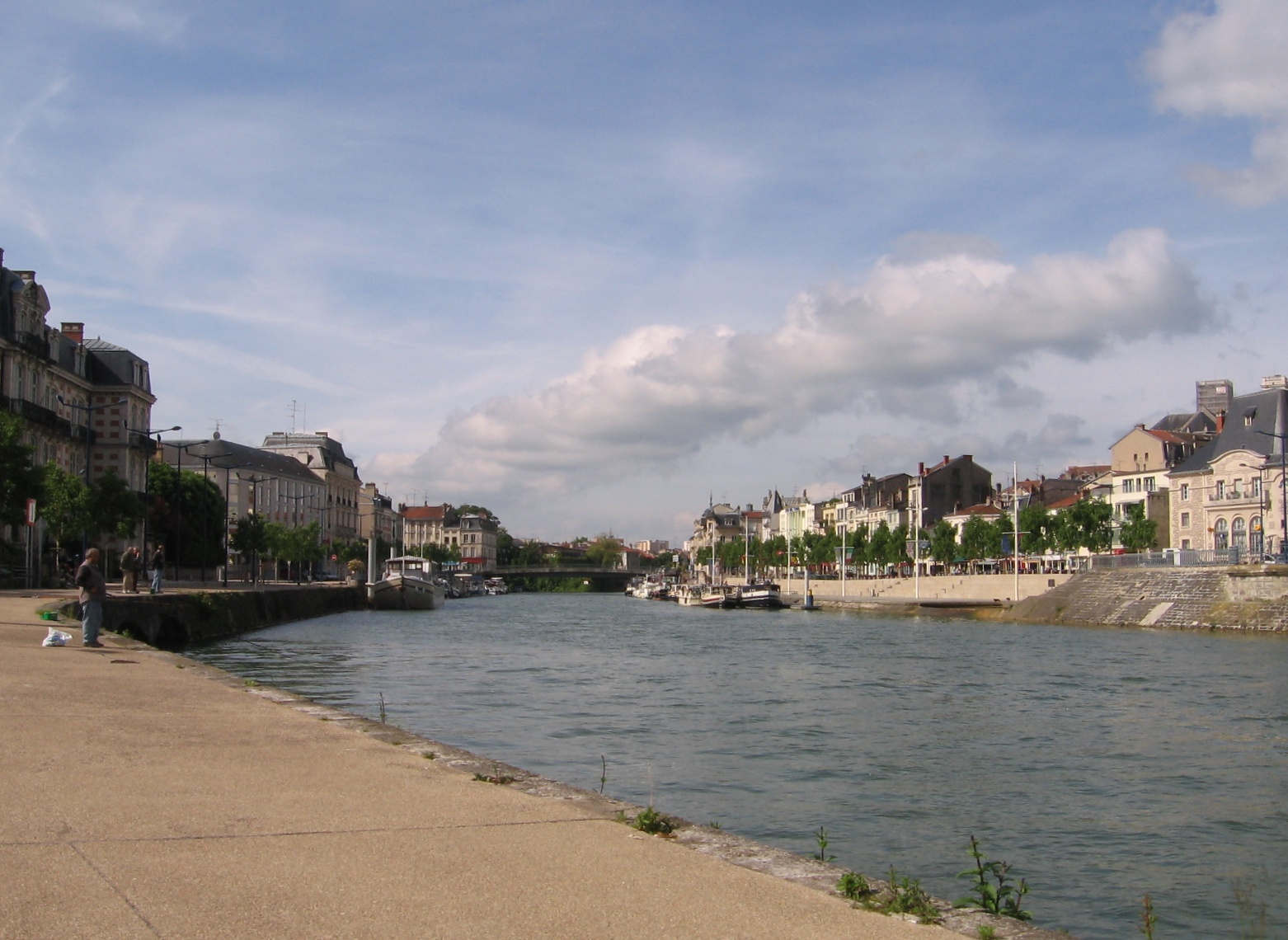
Канал Мёза у Вердена.

Северный участок начинается в коммуне Живе региона Шампань — Арденны. Проходит вверх по течению Мёза, пересекает Фюмеи, Ревен, Нузонвиль, Шарлевиль-Мезьер, Седан, Стенеи, Верден, Сен-Мийель и Коммерси. После Коммерси канал соединяется с каналом Марна — Рейн у Труссе. Длина канала Мёза — 272 км, причём основная его часть фактически представляет собой канализованную реку Мёз.

### Канал Вогезов

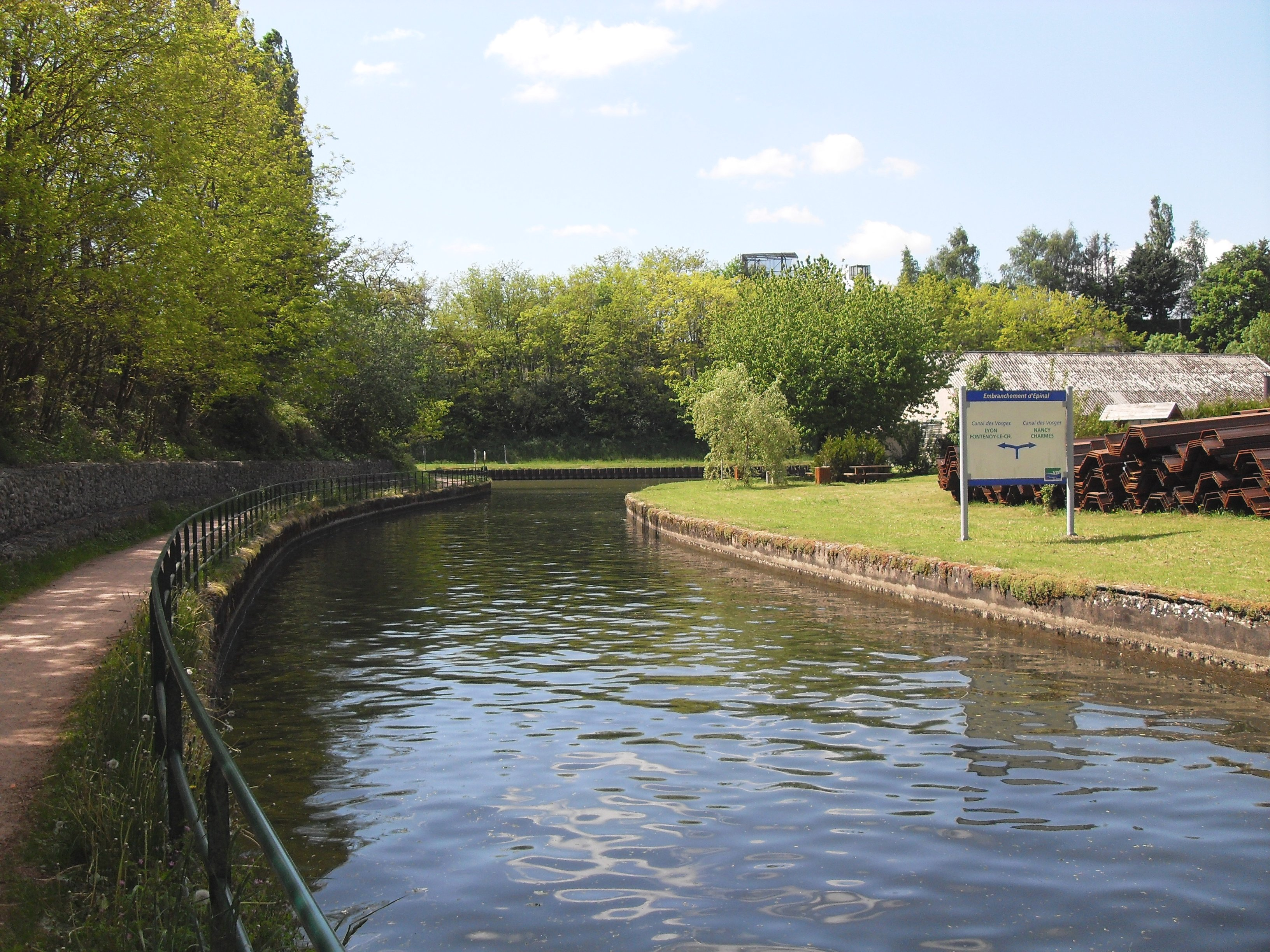
Канал Вогезов в Гольбе близ Эпиналя.

Изначально канал Вогезов начинался у Туля, где он отходил от канала Марна — Рейн. Позже 27 км от Туля до Нёв-Мезона были расширены и углублены для прохода больших судов и сейчас этот участок считается частью реки Мозель. Канал Вогезов проходит вверх по течению Мозеля через Шарм и Таон-ле-Вож до Гольбе севернее Эпиналя, где он покидает долину Мозеля. Канал следует вниз по течению Коне до слияния её с Соной у Корр в департаменте Верхняя Сона, где заканчивается. Длина южного участка — 123 км.